# Іньяціо Маріно

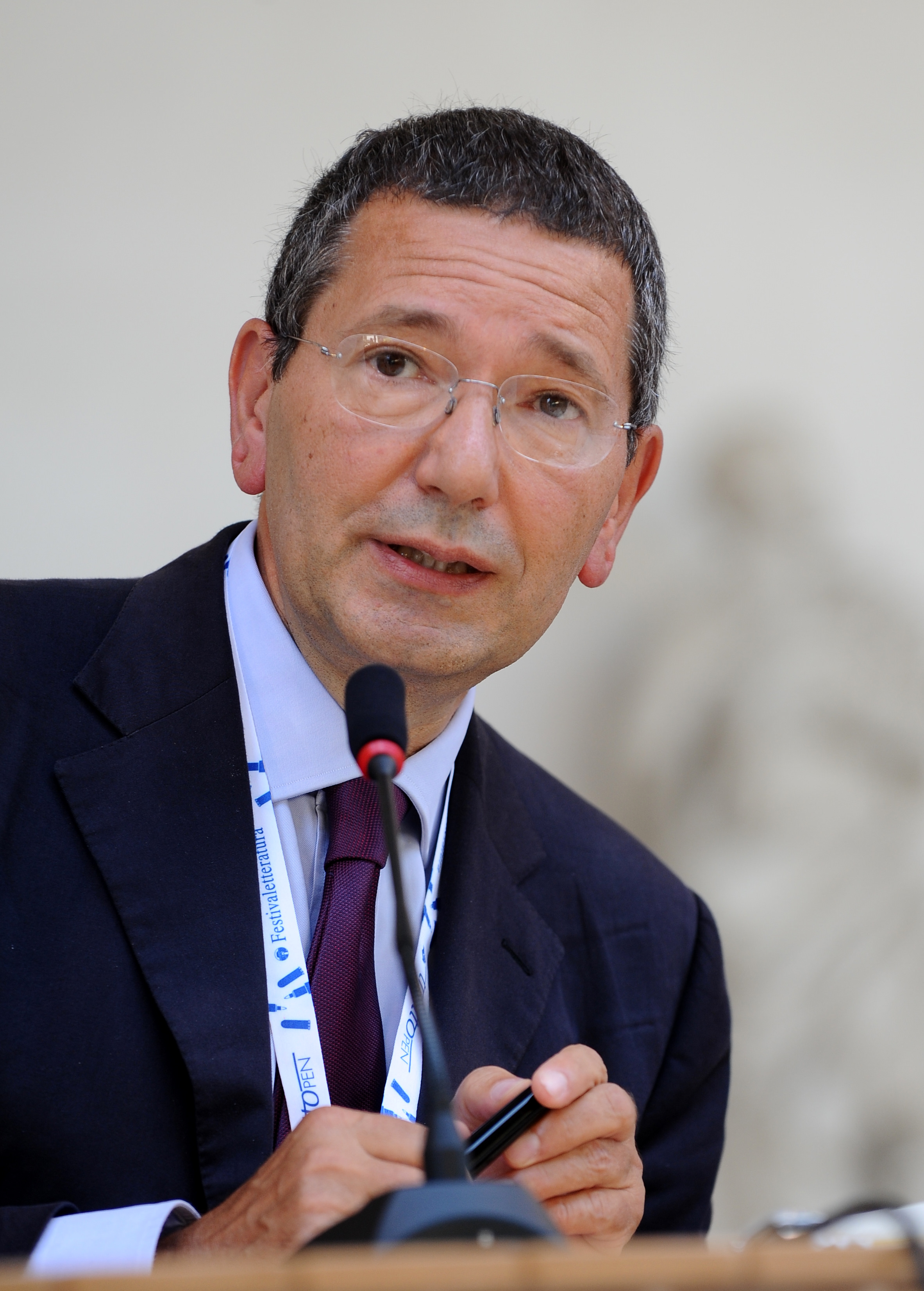
Іньяціо Маріно

Іньяціо Роберто Марія-Маріно (італ. Ignazio Roberto Maria Marino; нар. 10 березня 1955, Генуя) — італійський хірург з пересадки, політик і мер Риму (2013—2015).
Вивчав медицину та хірургію в Католицькому університеті Святого Серця. Він є членом лівоцентристської Демократичної партії і займав місце в італійському сенаті з 2006 року до його обрання на посаду мера Риму. Був обраний мером в червні 2013 року, перемігши діючого мера Джованні Алеманно. Подав у відставку в жовтні 2015 року.